# Cynorta goodnightorum
Cynorta goodnightorum is een hooiwagen uit de familie Cosmetidae.